# FK Ural Jekatyerinburg
Az FK Ural (oroszul: ФК Урал) vagy FK Ural Jekatyerinburg egy orosz labdarúgócsapat Jekatyerinburg városában, Oroszországban. A csapat jelenleg az első osztályban, a Premjer Liga résztvevője.

## Klubszínek
| Fekete | Narancs |

## Történet
1930-ban, a megalakuláskor a csapat neve Avangard (1930–1948, 1953–1957) volt, majd ezután Masinosztroityel (1958–1959) és Uralmas (1949–1952, 1960–2002).
A csapat 1945-ben vett részt először a Szovjet labdarúgó-bajnokságban. 24 évig folyamatosan az első osztályban szerepelt. 1969-ben kiestek a másod-, majd a harmadosztályba ( a  FC Kairatral , az Alma-Ataval és Kazah SZSZR-rel együtt).
Uralmas néven többször eljutottak az elődöntőig a szovjet labdarúgókupában  (1965/66, 1967/68, és 1990/91).
1992-ben felkerültek a Premjer Liga élvonalába, ahol 1996-ig biztos tagok voltak. Ezt követően több mint 10 évig a másodosztályba, vagy a harmadosztályban a szerepeltek. 2003-ban feljutottak az első osztályba de kiestek. Mivel nem fizették a mérkőzések után járó adót, az Orosz labdarúgó-szövetség a harmadosztályba sorolta őket.
2013-2014-ben újra a Premjer-Liga tagja lett a csapat.